# Fin de siècle

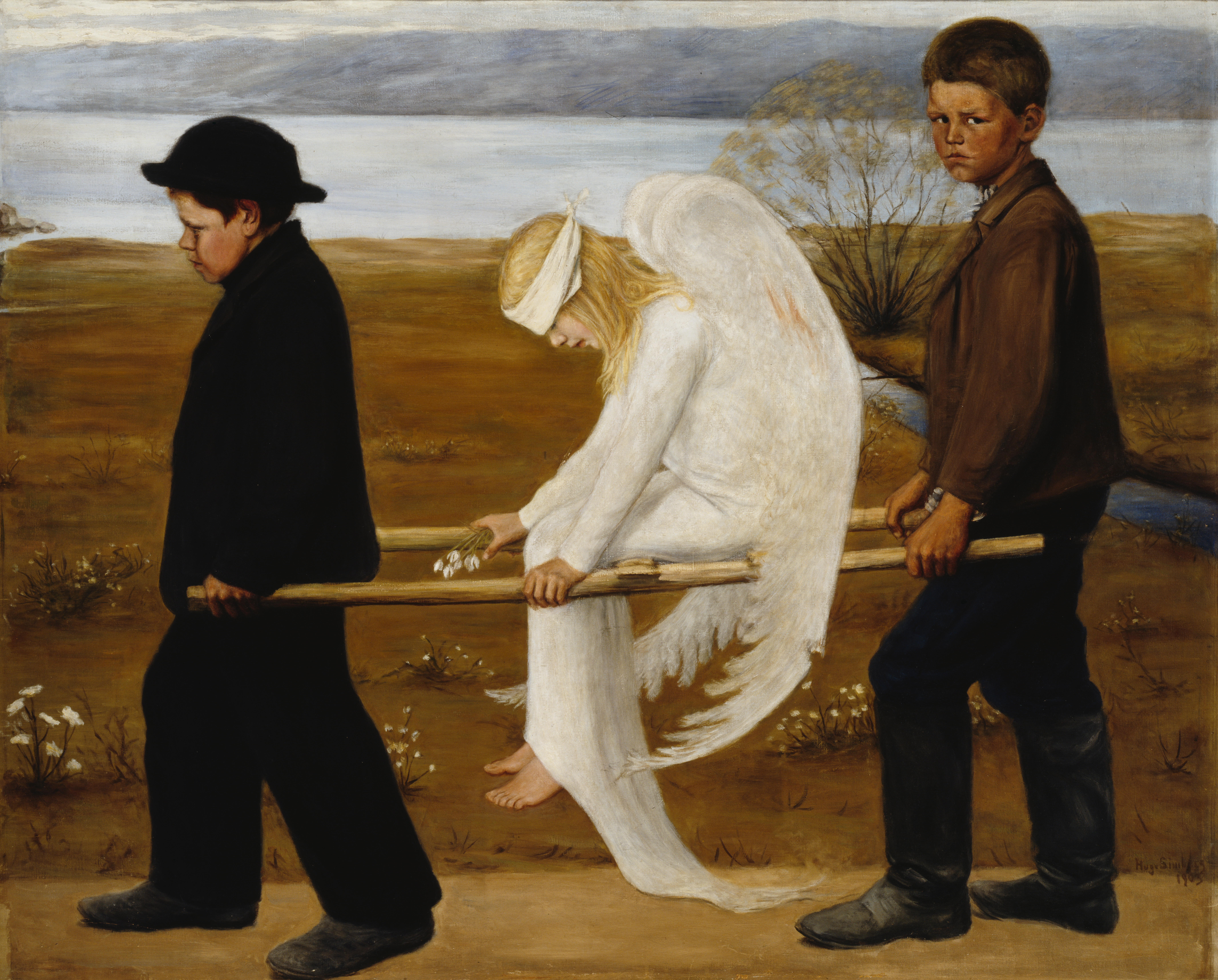
Den sårade ängeln, Hugo Simberg (1903).

Fin de siècle (uttalas [ˌfɛ̃ dəˈsjɛkl]; franska för "sekelslut"), alternativt stavat fin-de-siècle, är inom kultur- och idéhistorien ett samlingsbegrepp för vissa tendenser av en viss mentalitet från 1800-talets slut, ofta använt för att beskriva den finkänsliga eller överdrivna nyromantik som inom konst och litteratur behandlade sekelslutsångest, dekadens, allmän trötthet, nervositet och livsleda. Slutet på fin de siècle-perioden kom inte med sekelskiftet utan vid utbrottet av första världskriget.
Mentaliteten förknippas vanligtvis också med symbolismen och jugendstilen.

## Historia
Begreppet introducerades omkring 1890, troligen av Paul Bourget och vann stor spridning i sekelskiftets debatter om samtiden. Arthur Schopenhauer och Eduard von Hartmann var i slutet av 1800-talet filosoferna i ropet, och påverkade de pessimistiska stämningarna i författar- och konstnärskretsar.
Omkring 1895 kom ett motangrepp mot rörelsen, bland annat mot Oscar Wilde, vilket fick sin kulmen i en rättegång där Wilde dömdes till fängelse.

## Företrädare och begrepp
Kända fin de siècle-konstnärer är Henri de Toulouse-Lautrec, Edvard Munch och Gustav Klimt. En av de konstnärsgrupper som förknippas med perioden är prerafaeliterna, som grundades i mitten på 1800-talet, och vars namn hänvisar till de konstnärer som kom före Rafael. Poängen var att återvända till den enkla stil och val av motiv som fanns hos konstnärer som Van Eyck, Memling, Mantegna, Giotto och Fra Angelico. Stilen innebar bland annat mindre hänsyn till perspektiv, skarpare gränser mellan ytor, starka färger, fokus på detaljer samt klärobskyr. Gruppen blev inflytelserik, men kritiserades bland annat för sin eroticism, vurm för medeltiden och motståndet mot kulturella normer. Andra konstnärer fortsatte med impressionisternas motivval, inklusive landskap, den moderna staden och fritidsliv.
Inom arkitekturen kan Otto Wagner nämnas.

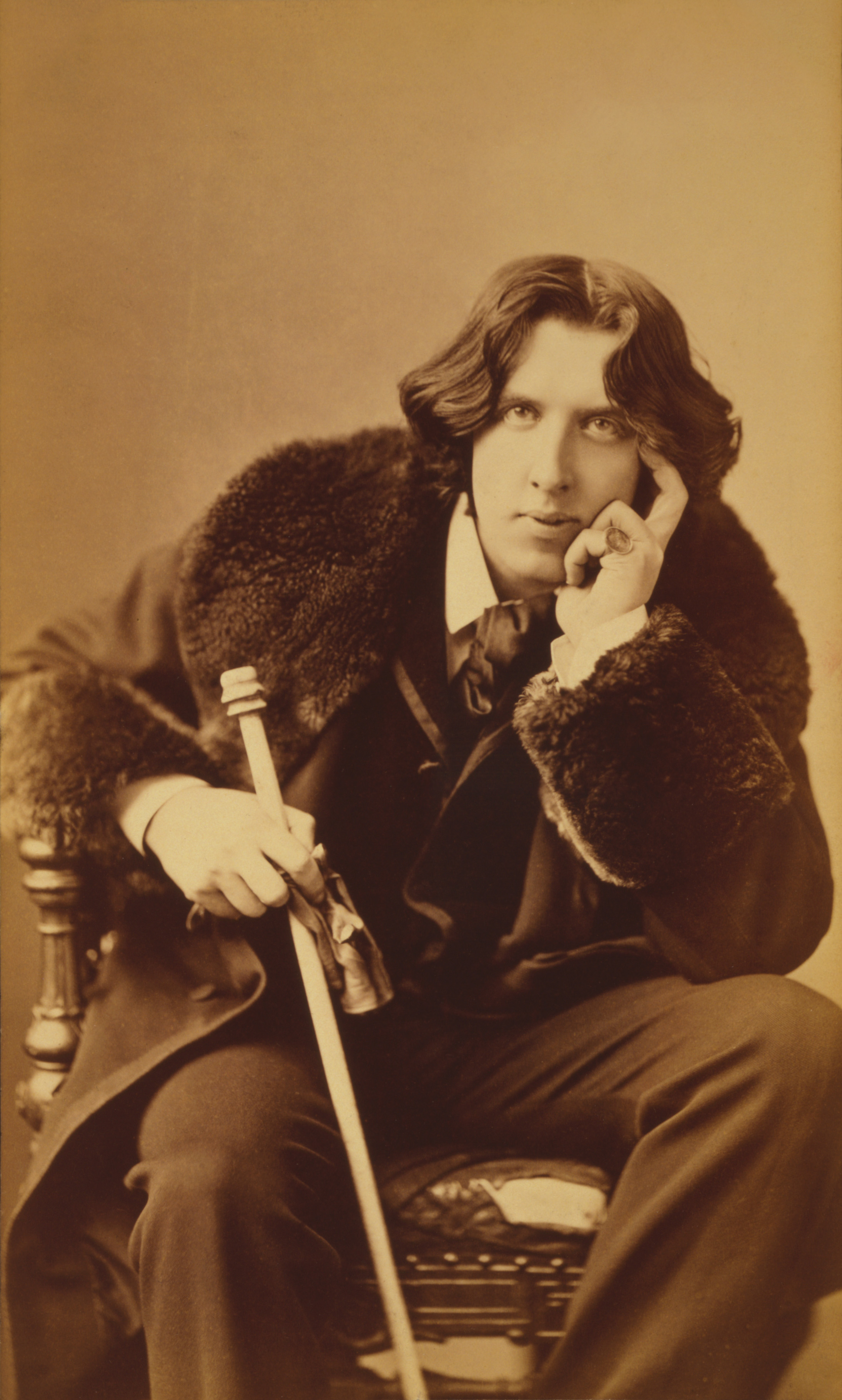
Oscar Wilde, som kom att dömas till fängelse för sin dekadens.

Inom litteraturen blev begrepp som "konst för konstens skull" och estetik centrala, och innebar bland annat att man frångick den viktorianska tiden genom att ifrågasätta traditionella värderingar, fokusera på sensualitet och konstnärlig, sexuell och politisk experimentlusta. Man började därmed frångå den didaktiska roll som litteraturen dittills haft. Droger som opium, laudanum och kokain kom att få en större betydelse för konst och litteratur, och många av de största namnen använde droger regelbundet, såsom Elizabeth Barrett-Browning, Lord Byron, Wilkie Collins, George Crabbe, Charles Dickens, John Keats, Percy Bysshe Shelley och Walter Scott. Några av de mer omtalade verken som har sin tillblivelse förknippad med droger är Kubla Khan av Samuel Taylor Coleridge, Thomas de Quinceys En engelsk opieätares bekännelser och Arthur Conan Doyles Sherlock Holmes-berättelser. Poeter och författare som Charles Baudelaire, Paul Verlaine, Arthur Rimbaud, Joris Karl Huysmans (med sin naturalistiska roman Mot strömmen som kom redan 1884), och Charles Algernon Swinburne förknippas också med fin de siècle. Ett exempel på ett verk som tog upp den stora konflikten mellan det traditionella och det nya är Robert Louis Stevensons gotiska roman Dr. Jekyll och Mr. Hyde.
Under den här perioden uppstod också tanken om Den Nya Kvinnan, som bland annat kännetecknas av att vara självständig, välutbildad och ointresserad av äktenskap och barn. Detta banade vägen för emancipationen och kampen för rösträtt för kvinnor. Detta föranledde stora konflikter och diskussioner kring verk som Ett dockhem av Henrik Ibsen och Det går an av Carl Jonas Love Almqvist. I kölvattnet av det här skildrades ibland därför kvinnor som ett sexuellt rovdjur, såsom i Bram Stokers Dracula.
Samtidigt uppstod tidskrifter som Punch för att satirisera estetiken, något som dock också populariserade den. I mitten av 1890-talet kom tidskriften Den gula boken ('The Yellow Book') med teckningar av bland andra Aubrey Beardsley att inspirera till mer en mer dekadent levnads- och teckningsstil.
I ett nordiskt perspektiv är Herman Bang en av de främsta företrädarna. I Sverige kan författare som Hjalmar Söderberg, Bo Bergman, Emil Kléen, Mathilda Malling, Ola Hansson, Sigurd Agrell och den unge Sven Lidman nämnas.